# Indigofera verruculosa
Indigofera verruculosa är en ärtväxtart som beskrevs av Peter G.Wilson. Indigofera verruculosa ingår i släktet indigosläktet, och familjen ärtväxter. Inga underarter finns listade i Catalogue of Life.